# Occupied City
Occupied City är en brittisk-amerikansk-nederländsk dokumentärfilm som hade premiär på Cannesfestivalen den 17 maj 2023. Filmen är regisserad av Steve McQueen efter en bok, Atlas of an Occupied City, Amsterdam 1940–1945, skriven  av Bianca Stigter. Berättare är Melanie Hyams.

## Handling
Dokumentären skildrar det dagliga livet i Amsterdam under andra världskriget.